# Élections municipales saint-marinaises de 2020
Les élections municipales saint-marinaises de 2020 ont lieu le 29 novembre 2020 afin de renouveler les maires et les conseils municipaux des neuf castelli de Saint-Marin
Initialement prévues le 15 décembre 2019, elle sont reportées au 21 juin 2020 en raison de la convocation en décembre 2019 d'élections législatives anticipées, puis à leur date finale en raison de la Pandémie de Covid-19.